# Goudgera, Shorapur
Goudgera là một làng thuộc tehsil Shorapur, huyện Gulbarga, bang Karnataka, Ấn Độ.